# Satyrus muntenica
Satyrus muntenica är en fjärilsart som beskrevs av Varin 1961. Satyrus muntenica ingår i släktet Satyrus och familjen praktfjärilar. Inga underarter finns listade.